# 고백 기도
고백 기도는 천주교의 기도 중 한 종류로, 로마 가톨릭교회에서 로마 전례 양식 미사에서 참회 예식을 할 때 바치는 기도이다. 사제가 먼저 “전능하신 하느님과(Confiteor Deo omnipotenti)”라고 운을 띄우면 회중이 뒤따라 같이 합송하는 형식을 갖고 있다. 여기서 “제 탓이요, 제 탓이요, 저의 큰 탓이옵니다.” 부분에서는 자신의 가슴을 세 번 치는 것이 특징이다. 이 기도는 내용상 두 부분으로 나뉘는데, 즉 하느님과 모든 성인과 천사들에게 죄를 고백하는 부분과 성인들과 천사들에게 전구를 청하는 부분으로 되어 있다.
가톨릭교회는 또한 고해성사를 받기에 앞서 고해를 준비하면서 이 기도를 바칠 것을 권장하고 있다.

## 본문
고백 기도의 전문은 다음과 같다.
| 라틴어 원문 Confiteor Deo omnipotenti, et vobis fratres, quia peccavi nimis cogitatione, verbo opere et omissione: mea culpa, mea culpa, mea maxima culpa. Ideo precor beatam Mariam semper Virginem, omnes angelos et Sanctos, et vos fratres, orare pro me ad Dominum Deum nostrum. Amen. | 한국어 번역문 전능하신 하느님과 형제들에게 고백하오니, 생각과 말과 행위로 죄를 많이 지었으며, 자주 의무를 소홀히 하였나이다. 제 탓이요, 제 탓이요, 저의 큰 탓이옵니다. 그러므로 간절히 바라오니, 평생 동정이신 성모 마리아와 모든 천사와 성인과 형제들은 저를 위하여 하느님께 빌어주소서. 아멘. |

1962년 로마 미사 경본에서의 고백 기도 형식은 보다 내용이 길며, 사제가 먼저 읽으면 복사가 그 다음 구절("et vobis, fratres", "et vos, fratres", "et tibi, pater", "et te, pater")을 읽는 형태를 갖고 있다.
| 라틴어 원문 Confiteor Deo omnipotenti, beatæ Mariæ semper Virgini, beato Michaeli Archangelo, beato Ioanni Baptistæ, sanctis Apostolis Petro et Paulo, omnibus Sanctis, et vobis, fratres: quia peccavi nimis cogitatione, verbo et opere: mea culpa, mea culpa, mea maxima culpa. Ideo precor beatam Mariam semper Virginem, beatum Michaelem Archangelum, beatum Ioannem Baptistam, sanctos Apostolos Petrum et Paulum, omnes Sanctos, et vos, fratres, orare pro me ad Dominum Deum nostrum. | 한국어 번역문 전능하신 하느님과 평생 동정이신 성모 마리아와 성 미카엘 대천사와 세례자 성 요한과 사도 성 베드로와 성 바오로와 모든 성인과 사제와 형제들에게 고백하오니, 생각과 말과 행위로 죄를 많이 지었나이다. 제 탓이요, 제 탓이요, 저의 큰 탓이옵니다. 그러므로 간절히 바라오니, 평생 동정이신 성모 마리아와 성 미카엘 대천사와 성 요한 세례자와 모든 성인과 사제와 형제들은 저를 위하여 하느님께 빌어주소서. |

## 같이 보기
- 참회 예식